# Otto II. von Königsmarck

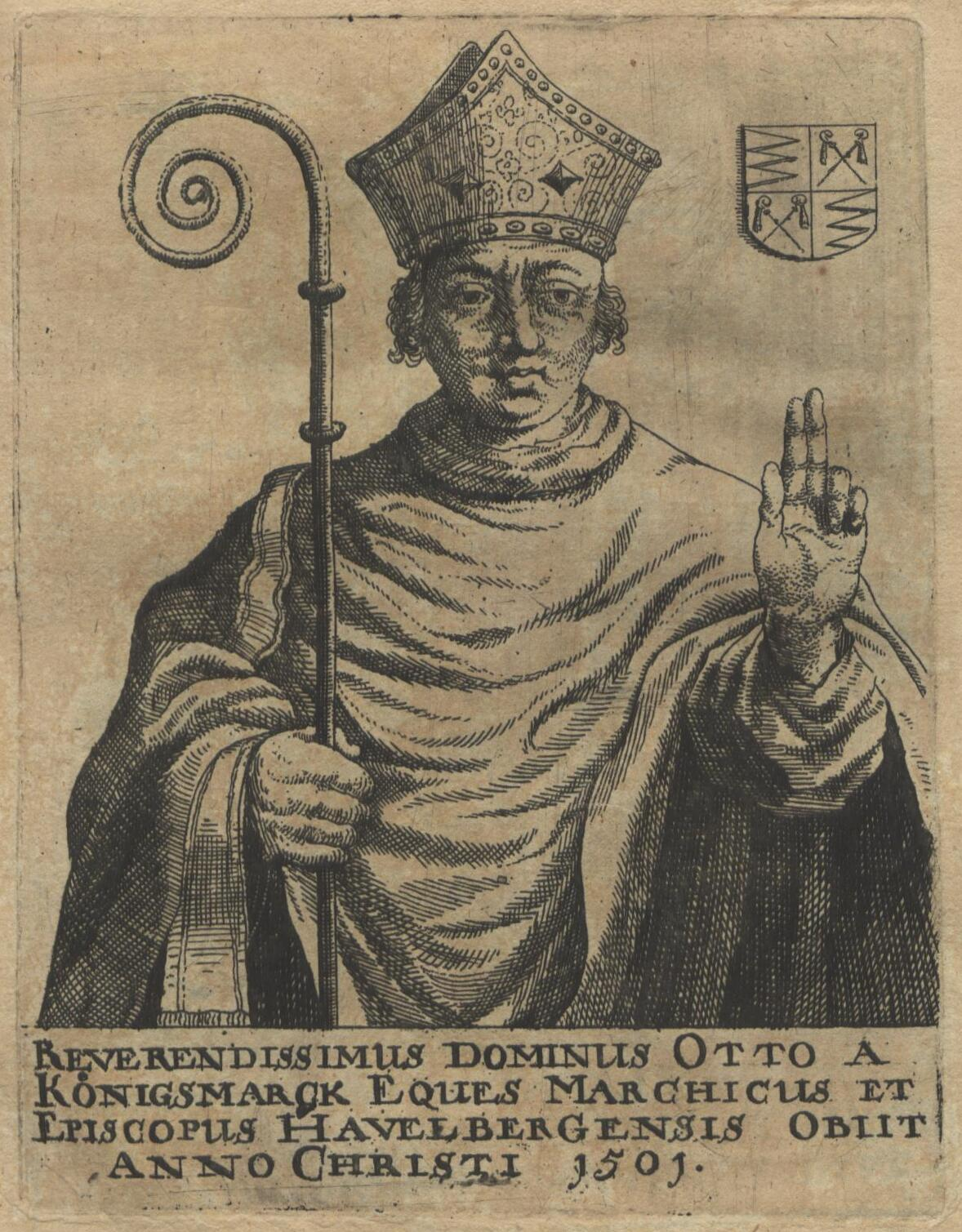
Otto von Königsmarck in Martin Friedrich Seidels Bilder-Sammlung von 1671

Otto II. von Königsmarck (* 1428; † 20. August 1501) war von 1494 bis 1501 Bischof von Havelberg.

## Leben
Otto entstammt dem altmärkischen Adelsgeschlecht Königsmarck. Er war seit 1488 Dompropst von Havelberg und wurde 1493 zum Bischof gewählt. Die Bestätigung durch den Papst erfolgte am 31. Januar 1494, die Bischofsweihe durch Dietrich von Bülow, den Bischof von Lebus, am 28. September 1494.
Die überlieferten Synodalstatuten aus seiner Amtszeit von 1494 und 1496 behandeln u. a. die Residenzpflicht der Pfarrer und Feiertagsfragen. Er war kurfürstlich-brandenburgischer Rat und Landeshauptmann der Prignitz. Otto starb am 20. August 1501, sein Grabstein befindet sich im Havelberger Dom.